# Schanch Chiid

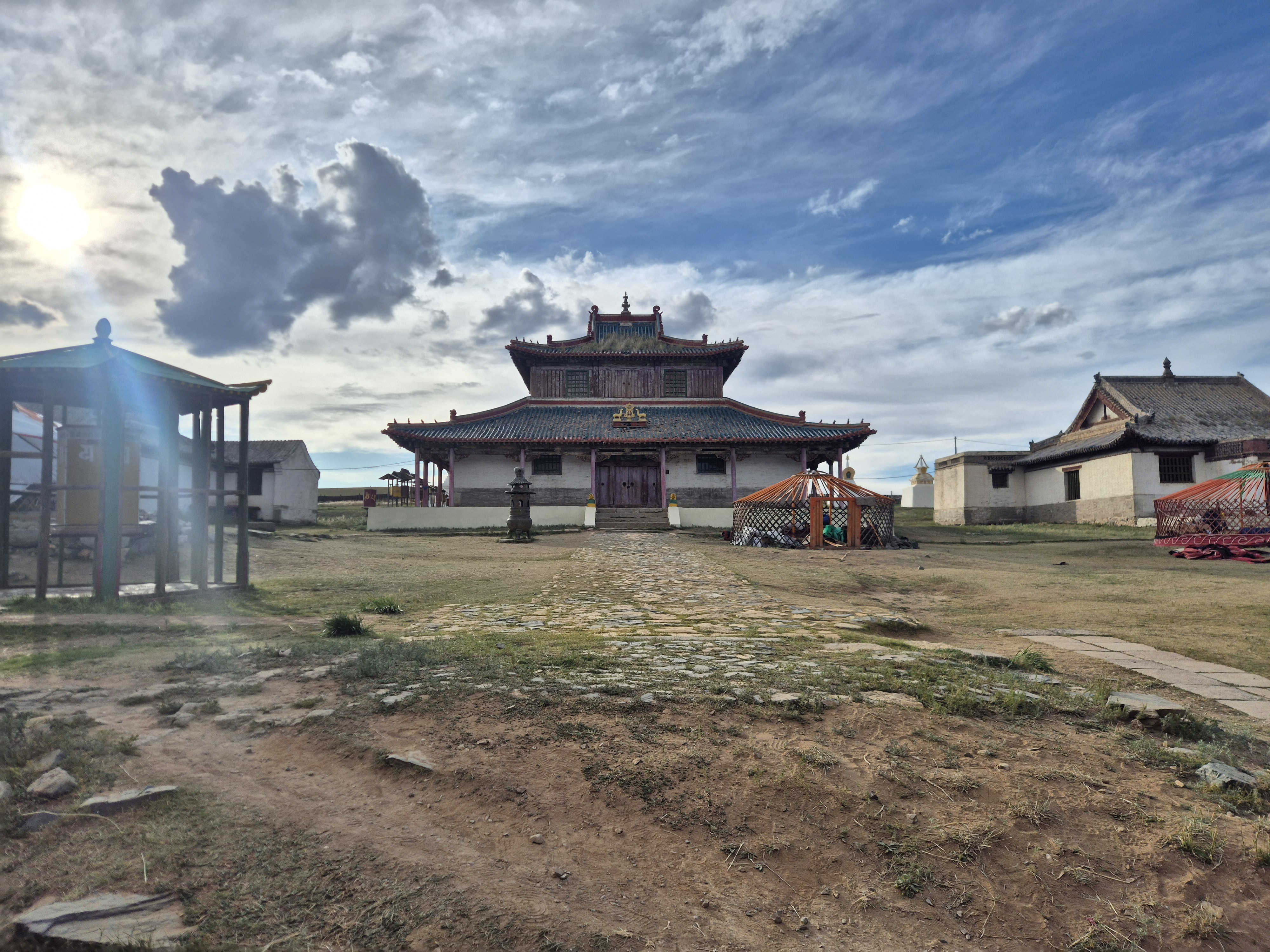
Schanch Chiid

Das buddhistische Kloster Schanch Chiid (mongolisch Шанх хийд) zählt zu den ältesten und bedeutendsten Klöstern der Mongolei. Der Name bezieht sich auf die Ortschaft Schanch, in der sich das Kloster befindet, das mongolische Wort Chiid bedeutet „Kloster“.

## Lage
Das Kloster liegt im Norden der Provinz Öwörchangai im Zentrum der Mongolei. Die nächstgelegene Stadt Charchorin liegt 25 km nordwestlich.

## Geschichte
Das Kloster Schanch Chiid wurde 1647 von Dsanabadsar gegründet. 1921 bestand es aus rund 20 Gebäuden, in denen etwa 1500 Mönche lebten. 
1937 wurde der Komplex während des stalinistischen Terrors in der Mongolei größtenteils zerstört und zahlreiche Mönche nach Sibirien deportiert. Der in der Mitte des 18. Jahrhunderts erbaute Haupttempel und einige andere Gebäude blieben jedoch erhalten und dienten in der Mongolischen Volksrepublik als Lagerhäuser. 
Seit Beginn der 1990er Jahre wird Schankh Khiid wieder als Kloster genutzt. Die Wiedererrichtung erfolgte auf Initiative und mit Unterstützung von Mönchen, die den kommunistischen Gewaltexzess in den 1930er Jahren überlebten.